# 다이내믹 바디케어
차량 시트를 통해 마사지 효과를 제공한다.

## 상세
타격식과 진동식을 결합한 시스템으로, 현대트랜시스가 현대차, 기아와 공동 개발했다. 기존 공압·진동식보다 신체에 직접적인 자극을 준다. 전용 디스플레이로 두드림 5단계, 진동 3단계의 마사지 방식과 세기 조절이 가능하다. EV9의 2열 릴렉션 시트에 적용되었으며, 추가로 원터치 릴렉스 모드, 각도 조절 레그레스트·암레스트, 윙아웃 헤드레스트 등 개인 맞춤형 기능이 탑재되었다.

## 같이 보기
EV9
전기차
현대트랜시스
기아
현대자동차
현대자동차그룹